# Ortakaraören
Ortakaraören is een dorp binnen het district Seydisehir dat gelegen is in de province Konya.
Het huidige Ortakaraören bestaat sinds 1290, toen Seyit Harun Veli zich er vestigde.

## Bevolking
Ortakaraören is voornamelijk bewoond door Yörük Turken die deel uitmaken van de Afsaren.
De bevolkingsontwikkeling van het district is weergegeven in onderstaande tabel.
| 1960  | 1970  | 1980  | 1990  | 2000  | 2010  | 2019  |
| ----- | ----- | ----- | ----- | ----- | ----- | ----- |
| 3.248 | 3.765 | 3.932 | 5.892 | 6.218 | 3.411 | 2.869 |